# Misioneras Eucarísticas de Nazaret
Las Hermanas Misioneras Eucarísticas de Nazaret son una congregación religiosa católica femenina de derecho pontificio, fundada por el obispo español Manuel González García, en colaboración con su hermana María Antonia, el 3 de mayo de 1921, en Málaga, con el fin de reparar las ofensas cometidas contra el misterio eucarístico. Las religiosas de este instituto son conocidas también como las Hermanas Nazarenas, y posponen a sus nombres las siglas: M. E. N.

## Historia

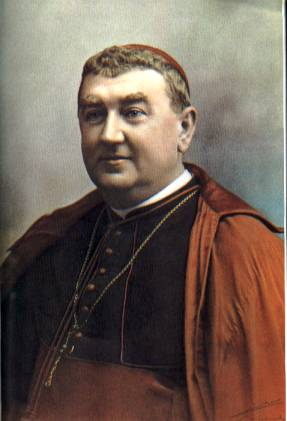
Manuel González García (1877-1940), fundador de la congregación, es venerado como santo en la Iglesia católica.

Manuel González García fundó en 1910, en Huelva, la Obra de las Tres Marías de los Sagrarios, con el fin de adorar al Sagrado Corazón de Jesús en el Misterio Eucarístico, la cual se difundió rápidamente por España. Esta la base de la Unión Eucarística Reparadora, donde se encuentran las Misioneras Eucarísticas de Nazaret.
González García, siendo obispo de Málaga, el 3 de mayo de 1921, con la ayuda de su hermana, María Antonia González García, fundó el instituto secular de las Hermanas Misioneras Eucarísticas de Nazaret, cuyos miembros a partir de 1934 profesaba solo la promesa de perseverancia (sin votos religiosos). El instituto se transformó en una Sociedad de Vida Apostólica en 1945 y el 23 de mayo de 1950 recibió la aprobación pontificia.
El 30 de agosto de 1960, la Sociedad cambió nuevamente de estructuración, permitiendo que sus miembros profesaran votos religiosos de castidad, pobreza y obediencia, pasando así, con la aprobación de la Santa Sede, a convertirse en una Congregación religiosa de derecho pontificio.

## Actividades y presencias
Las nazarenas oran y trabajan con la Iglesia con el fin de que Jesús en la Eucaristía sea reconocido como fuente y centro de todo bien. Para esto, impregnan toda su pastoral del contacto vivo con la Eucaristía; de una dimensión orante, reparadora, celebrativa y evangelizadora al mismo tiempo. Ellas mismas se proponen como objetivo eucaristizar el mundo, haciendo de la Eucaristía el punto de partida y el punto de llegada de toda vida.
En 2011, la Congregación contaba con unas 200 religiosas y unas 30 casas presentes en España, Portugal, Italia, Venezuela, Ecuador, México, Perú, Cuba y Argentina. La casa general se encuentra en Madrid y su actual superiora general en la religiosa María Leonor Mediavilla Becerril.

## Unión Eucarística Reparadora
Las Misioneras Eucarísticas de Nazaret forman parte de la Unión Eucarística Reparadora (UNER), que se compone de varios grupos religiosos.
Para laicos:
- Marías de los Sagrarios, para mujeres seglares, fundada en 1910.
- Discípulos de San Juan, para los hombres seglares, fundada en 1911.
- Reparación Infantil Eucarística, para niños, fundada en 1912.
- Juventud Eucarística Reparadora, para jóvenes, fundada en 1939.
- Matrimonios UNER.

Para consagrados:
- Misioneros Eucarísticos Diocesanos, para sacerdotes, fundada en 1918.
- Misioneras Eucarísticas de Nazaret, para religiosas, fundada en 1921.
- Misioneras Eucarísticas Seglares de Nazaret, para mujeres seglares consagradas, fundada en 1933.

## Personas destacadas
- San Manuel González García (1877-1940): fundador de la congregación, obispo de Málaga y luego de Palencia, donde murió en 1940. Fue beatificado el 29 de abril de 2001 por el papa Juan Pablo II. El 3 de marzo de 2016, el papa Francisco firmó el decreto para su canonización.[7] Fue canonizado el 16 de octubre de 2016 por el papa Francisco.
- María Antonia González García: cofundadora, hermana del fundador y primera guía de las Misioneras Eucarísticas.[3]